# Montagne Chic-Choc
Le montagne Chic-Choc, conosciute anche come Shick Shocks, sono una catena montuosa nella regione centrale della Penisola Gaspé nel Quebec, in Canada. Fa parte delle montagne di Notre Dame, che sono una continuazione degli Appalachi.

## Geografia
Le montagne Chic-Choc corrono parallele al fiume San Lorenzo e si trovano nell'entroterra. Sono larghe 10 km e lunghe circa 95 chilometri. Sono state fortemente erose, sono appiattite ed hanno fianchi ripidi. Oltre 32 montagne di questa catena hanno picchi alti più di 1.000 metri (3.300 piedi); il più alto è il monte Jacques-Cartier a 1.268 metri.

## Origine del nome
Il nome Chic-Choc deriva dalla parola Mi'kmaq sigsôg, che significa "montagne rocciose". Nel corso del tempo il nome ha subito alcune modifiche, tra cui Chikchâks (1836), Shick-shock (1857) e Chick-Saws (1863).

## Turismo
Anche se poco visitate dai turisti, le montagne Chic-Choc sono diventate molto più popolari alla fine degli anni '90, quando lo sci di fondo ha guadagnato popolarità nel Canada orientale.
Alcune aree per lo sci di fondo più popolari della regione includono il Mont Hogs Back, il Mont Albert, il Champ Mars, il Mont Logan e il Mines Madeleine.
Le montagne vicino a Mont Saint Pierre sono una destinazione per gli scalatori di ghiaccio.
Una rete di sentieri, tra cui il Sentiero internazionale degli Appalachi, passa attraverso questa regione. Il Parco Nazionale Gaspésie protegge la maggior parte della catena montuosa. La catena è anche visitata per la presenza dei caribù.

## Galleria d'immagini

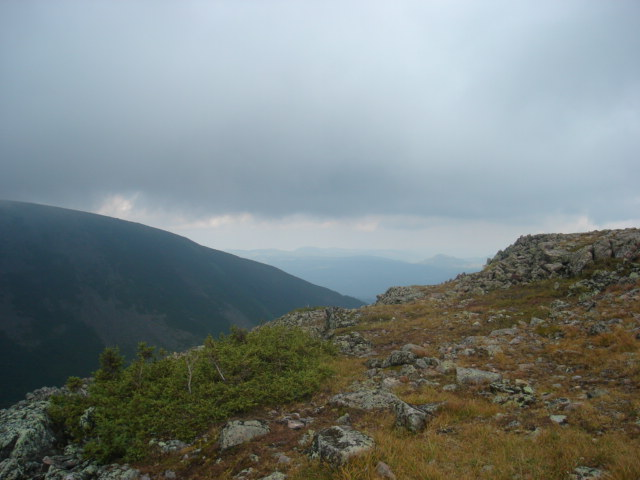
Vista da Mont Jacques-Cartier
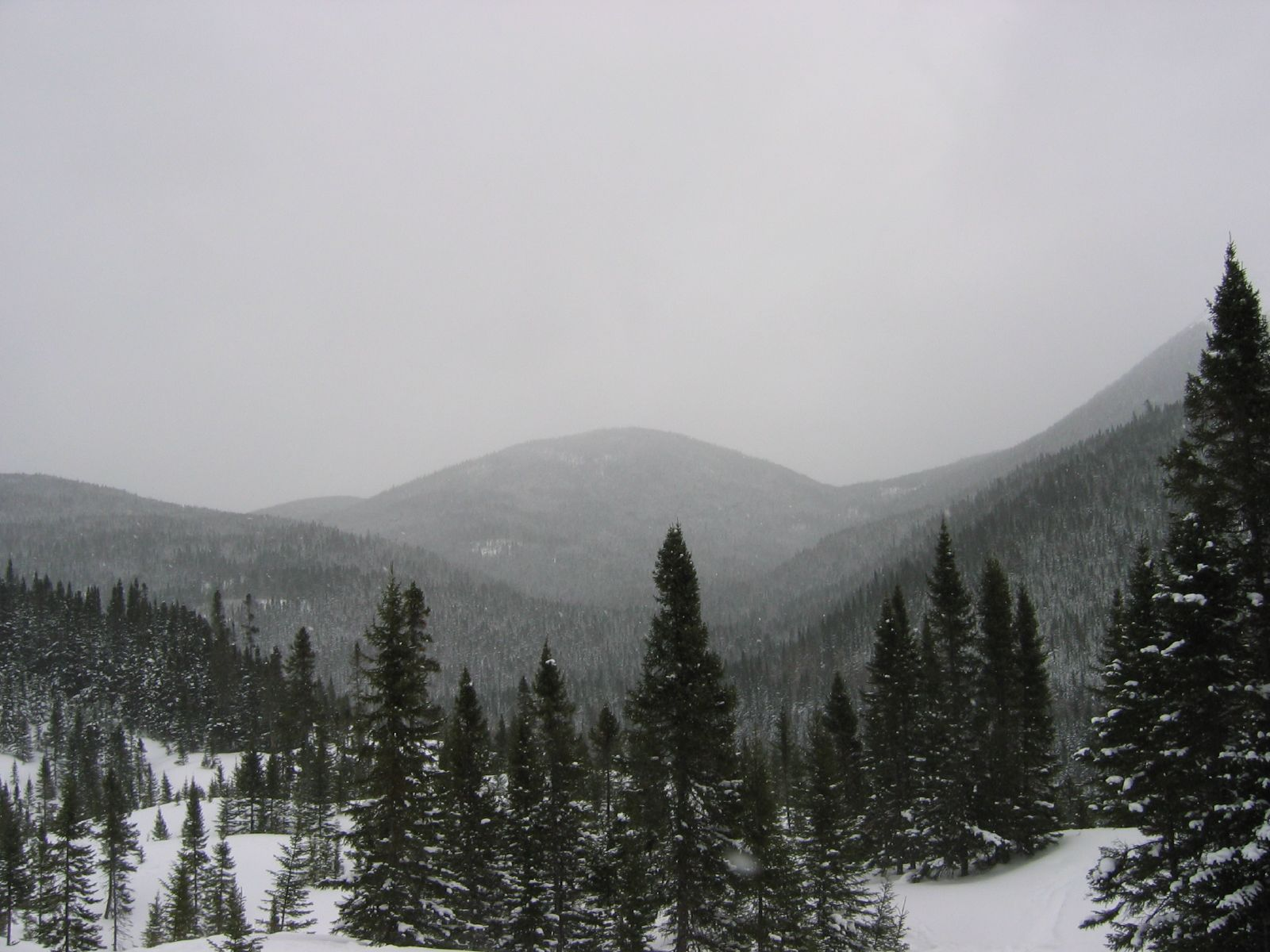
Inverno nella catena montuosa
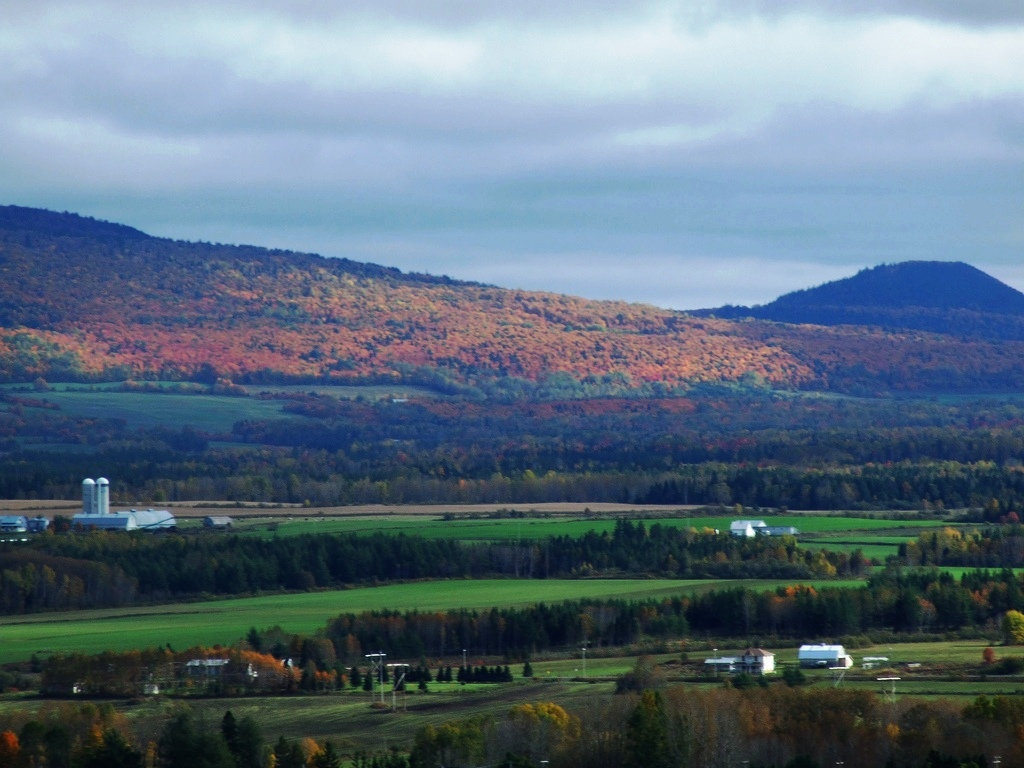
Chic Choc
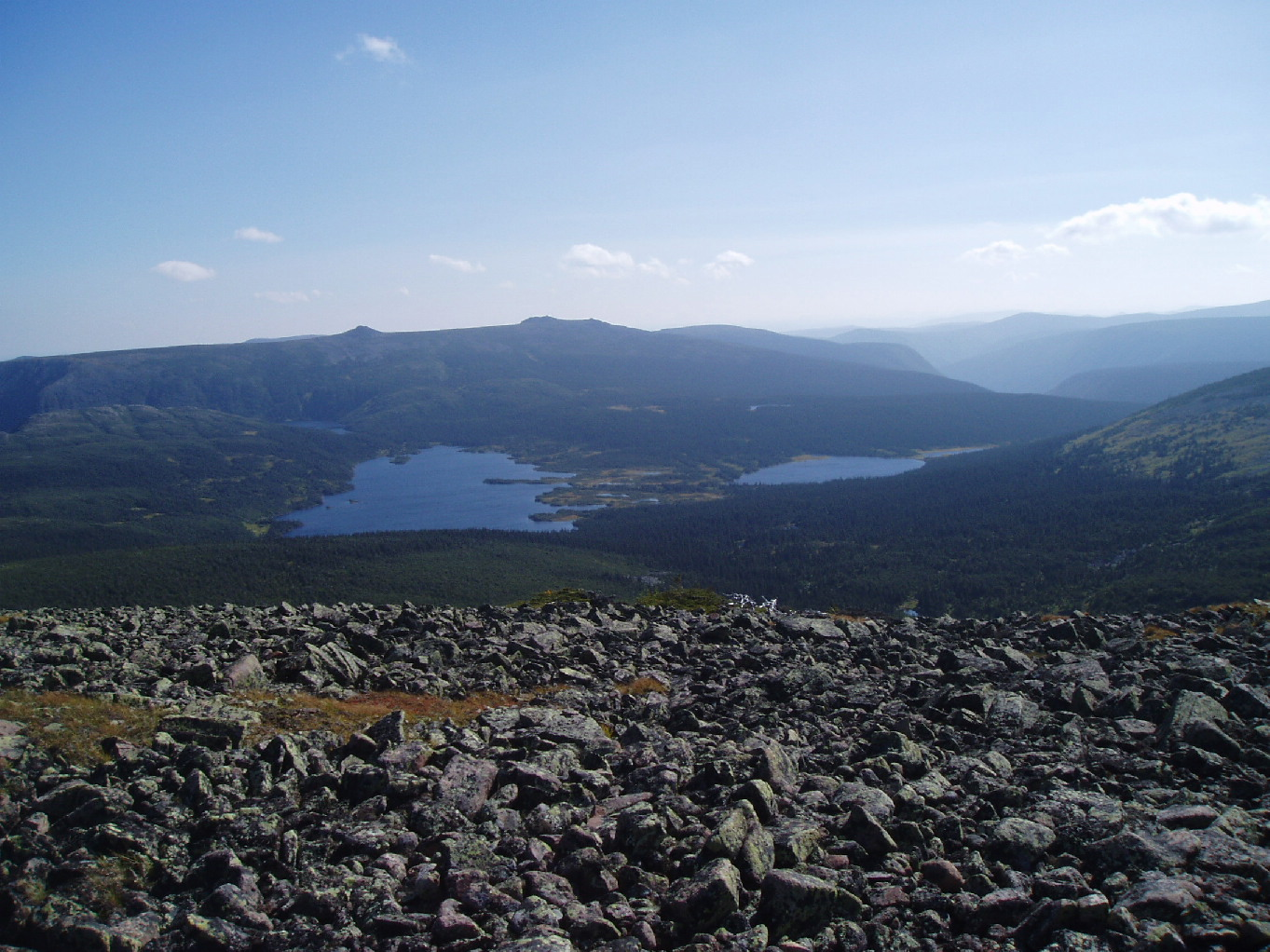
Parco Gaspésie